# Denise Mosbach
Denise Mosbach (25 september 1978) is een Nederlands hockeyster, die in totaal dertien interlands (nul doelpunten) voor de Nederlandse hockeyploeg speelde, en op het laatste moment afviel voor het Europees kampioenschap van 1999.
Haar debuut voor het Nederlands elftal maakte de verdedigster van HGC op 9 september 1998 in de oefeninterland Nederland-Japan (9-0), vlak na het wereldkampioenschap in Utrecht, maar een vaste plaats in de selectie van toenmalig bondscoach Tom van 't Hek wist Mosbach nooit af te dwingen. Met haar club HGC won ze twee landstitels op rij in de Nederlandse hoofdklasse: in 1996 en 1997. Door een blessure heeft zij haar carrière als hockeyster vervroegd moeten beëindigen.
Na haar hockeycarrière is Denise Mosbach verdergegaan als misdaadjournalist.